# Archisem
Archisem ist ein Sem, das alle Sememe oder Lexeme eines Wortfeldes gemeinsam haben. Es verbindet also die unterschiedlichen Bedeutungseinheiten eines Lexems oder eines Wortfeldes miteinander. 
- Beispiel 1: Das Sem FLIEGEN ist Archisem der Sememe FLIEGEN, FLIEGE, FLIEGER.[1]

- Beispiel 2: Das Lexem "Kolben", mit seinen verschiedenen Teilbedeutungen (Sememen) wie [bewegliches Maschinenteil] und [kräftige, dicke Nase], hat als Archisem [zylindrisch geformtes Objekt][2] oder [hervorstehendes klobiges bewegliches Teil] o. Ä.

Ist das Archisem im Wortschatz einer Sprache enthalten, so nennt man das korrespondierende Lexem Archilexem. In dem Beispiel 1 ist "Fliegen" zugleich das Archilexem.